# أنتوني بتروورث
أنتوني بتروورث (بالإنجليزية: Anthony Butterworth)‏ هو عالم مناعة بريطاني. عمل في مجموعة أبحاث البلهارسيا في جامعة كامبريدج. يعيش حاليًا في ملاوي.